# ميخائيل بلاكبيرن
ميخائيل بلاكبيرن (بالإنجليزية: Michael Blackburn)‏ هو شاعر بريطاني، ولد في 1954 في Newton Aycliffe ‏ في المملكة المتحدة.